# Езе Вінсент Океухе
Езе Вінсент Океухе (англ. Eze Vincent Okeuhie, нар. 6 червня 1994, Лагос, Нігерія) — нігерійський футболіст, вінгер білоруського клубу «Шахтар» (Солігорськ).

## Життєпис
Розпочав грати у футбол в академії Коллінса Едвіна з Лагосу, а в 2012 році приїхав до Туреччини. На початку сезону 2012/13 років підписав контракт з «Чайкур Різеспор», але на другу половину сезону відправився в оренду до «Карталспору». Зіграв 9 матчів за команду в Першій лізі Туреччини, але за підсумками сезону «Карталспор» вилетів до Другої ліги національного чемпіонату.
Потім поїхав на Кіпр, де підписав контракт з «Аполлоном» з Лімасола. Будучи молодим гравцем, йому не вдалося поборотися за місце в Аполлоні, тому він перейшов до іншого кіпрського клубу «Неа Саламіна», де провів 37 матчів чемпіонату і за півтора сезони відзначився п'ятьма голами. Влітку 2015 року перейшов у свій третій кіпрський клуб — «Омонію» з Нікосії. У команді здебільшого залишався запасним гравцем і провів 13 матчів у чемпіонаті, в яких відзначився одним голом. У 2016 році приєднався до туніського клубу «Бізертен», але в складі команди не зіграв жодного офіційного матчу й восени того ж року залишив туніський колектив.
Влітку 2017 року приїхав до Сербії та підписав контракт з «Металацом» з міста Горній Милановаць. У першій частині сезону 2017/18 років у футболці «Металацу» в Першій лізі Сербії відзначився 8-ма голами у 13-ти зіграних матчах. 16 січня 2018 року Океухе підписав 3-річний контракт з «Воєводиною». 28 січня 2020 року уклав 2-річну угоду з «Чукаричками».
17 січня 2021 року підписав контракт з переможцями Вищої ліги Білорусі, «Шахтарем». Дебютував у футболці солігорського клубу 7 березня 2021 року в переможному (3:0) домашньому поєдинку кубку Білорусі проти гродненського «Німана». Езе вийшов на поле в стартовому складі, а на 69-ій хвилині його замінив Дмитро Подстрелов. У Вищій лізі Білорусі дебютував 13 березня 2021 року в переможному (1:0) домашньому поєдинку 1-го туру проти «Мінська». Океухе вийшов на поле в стартовому складі, а на 46-ій хвилині його замінив Ігор Іванович. Дебютним голом у футболці «гірників» 7 квітня 2021 року на 88-ій хвилині програного (1:2) виїзного поєдинку кубку Білорусі проти гродненського «Німана». Езе вийшов на поле в стартовому складі, а на 90+1-ій хвилині його замінив Роман Дебелко.

## Досягнення
«Омонія»
- Кубок Кіпру
  -  Фіналіст (1): 2015/16

«Шахтар» (Солігорськ)
- Суперкубок Білорусі
  -  Володар (1): 2021
- Білоруська футбольна вища ліга
  -  Чемпіон (1): 2021